# Dodge B серія
Dodge використовував назву серії B на двох різних автомобілях: пікап і фургон.

## Пікап
Пікапи серії B продавалися з 1948 по 1953 рік. Вони замінили довоєнну вантажівку Dodge і були замінені на серію Dodge C у 1954 році. Вантажівки серії B випускалися в кількох різних варіантах. B1-B являли собою стандартні ½-тонні вантажівки з двигуном 95 к.с. (71 кВт) з прямохідним шестициліндровим двигуном, тоді як B1-C були ¾-тонними вантажівками зі стандартним двигуном 108 к.с. Він також випускався в кількох інших варіантах, таких як B1-T і B1-V, які були кабінами напіввантажівки та фургонами відповідно. Дерев'яна версія, «Suburban», також була доступна сторонніми компаніями.
Вантажівки серії B мали кабіну «пілотної будки» з гарним оглядом і додатковими задніми вікнами. Двигун було зміщено вперед, а передня вісь переміщена назад на раму для кращого розподілу ваги, а також для скорочення колісної бази: від 116 дюймів (2900 мм) до 108 дюймів (2700 мм) на ½-тонних моделях. Борти вантажного кузова зробили вище, щоб збільшити місткість на 40 %. Перероблена кабіна могла вмістити трьох людей, збільшивши висоту на 2,5 дюйма (64 мм), ширину — на 6 дюймів (152 мм) і довжину — на 76 мм (3 дюйми). Кабіна була встановлена на гумові кріплення для поліпшення їзди. Ще одним нововведенням того часу було використання перехресного рульового керування, що давало вантажівкам радіус повороту 37°. Простір вантажного боксу було збільшено порівняно з попередніми моделями, а пружини перевантаження стали додатковими для всіх варіантів, щоб збільшити вантажопідйомність. У 1950 році було додано більше нових функцій, оскільки важіль 3-швидкісної ручної коробки передач було перенесено на рульову колонку, а не на підлогу. Доступною опцією стала стандартна трансмісія з рідинним приводом, з 3 або 4 швидкостями. Для 1951 року дизайн передньої частини та приладової панелі/приладів був перероблений.
1953 рік був останнім роком «пілотних» вантажівок, але приніс багато нових змін. Трансмісія Truck-O-Matic, повністю автоматична трансмісія, була доступна для ½- та ¾-тонних моделей. Довший ліфт довжиною 7,5 футів (2,3 м), який раніше був доступний лише для ¾-тонни, також став доступним для ½-тонни, що збільшило б колісну базу до 116 дюймів (2946 мм). Були додані нові довші задні крила, які продовжували використовувати Dodge до 1985 року.